# Rough Point
Rough Point es una mansión de la Gilded Age ubicada en la ciudad de Newport, en el estado de Rhode Island (Estados Unidos). Es una casa de estilo señorial inglés diseñada por el estudio de arquitectura Peabody & Stearns para Frederick William Vanderbilt. La construcción de arenisca roja y granito comenzó en 1887 y se completó en 1892. En la actualidad es un museo ubicado en Bellevue Avenue. Limita con Cliff Walk y tiene vista al Océano Atlántico. Los jardines originales fueron diseñados por el bufete de Frederick Law Olmsted. El último propietario de la casa fue Doris Duke y actualmente es propiedad y está operada por la Fundación de Restauración de Newport.

## Historia
En 1894, los Vanderbilt comenzaron a alquilar Rough Point a huéspedes de verano. William Bateman Leeds, Sr., conocido como el 'Rey de la hojalata', alquiló la casa en 1904 y 1905. Era uno de los propietarios de American Tin Plate Company. Compró los 40 000 m² finca en 1906. Después de su muerte en 1908, su esposa, Nancy Leeds, usó a John Russell Pope para hacer algunos cambios en el exterior de la casa. Ella siguió siendo la propietaria hasta 1922. Su hijo, William Bateman Leeds, Jr., se casó con la princesa Xenia Georgievna de Rusia.

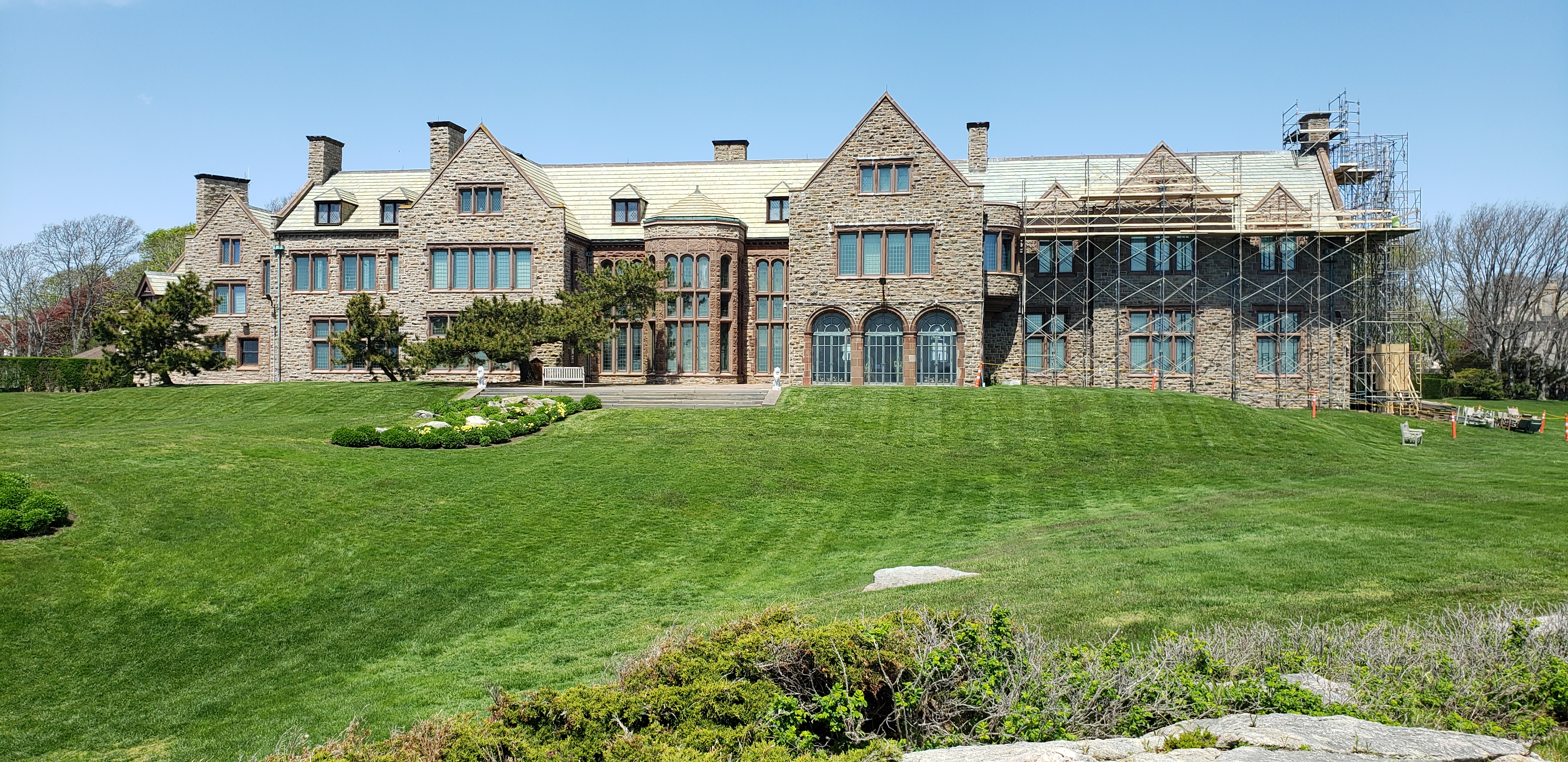
Rough Point visto desde Newport Cliff Walk

En 1922, James Buchanan Duke y su segunda esposa Nanaline compraron la casa. Contrataron al arquitecto Horace Trumbauer de Filadelfia para la renovación de la casa. Se agregaron dos alas nuevas a la casa. Nanaline contrató a la firma de diseño White Allom para transformar los oscuros interiores de la casa. James murió en su mansión de piedra caliza blanca de la Quinta Avenida y la calle 78, en Nueva York, en 1925, y legó su enorme fortuna, junto con sus diversas residencias, a su única hija, Doris Duke, de 12 años. Rough Point, que estuvo a punto de venderse dos veces por insistencia de Nanaline, finalmente se convirtió en una de las propiedades más preciadas de Doris, repleta de su espectacular entorno costero rocoso. El memorable baile de debutantes de Doris se celebró en la finca en 1929.
La señora Duke continuó pasando sus veranos en Rough Point; pero, después del huracán de Nueva Inglaterra de 1938 que devastó Rhode Island, y con el advenimiento de la Segunda Guerra Mundial, sus visitas se hicieron menos frecuentes. A principios de la década de 1950, se estableció en Nueva York y vació a Rough Point de todos sus muebles.
En 1958, Doris Duke se convirtió una vez más en una visitante frecuente de Newport y centró su atención en renovar Rough Point. En 1958 y 1959 comenzó a comprar arte y antigüedades para la casa y combinó estas nuevas piezas con tesoros familiares. Se convirtió en una de sus residencias favoritas de Duke; vivió allí de mayo a noviembre la mayoría de los años y continuó recolectando objetos para la casa durante sus variados viajes.
En 1966, el evento más controvertido en toda la vida de Duke ocurrió en la finca. Ella y su diseñador de interiores, Eduardo Tirella, salían de Rough Point en una camioneta. Cuando Tirella dejó el automóvil para abrir las puertas delanteras de la propiedad, Duke se deslizó hasta el asiento del conductor para sacar el automóvil de las puertas y esperar a que Tirella las volviera a cerrar. Acelerando la camioneta, Duke atrapó a Tirella con el auto y lo arrastró por la calle donde fue aplastado contra un árbol, matándolo instantáneamente. Duke no fue acusada y la muerte de Tirella se registró como un accidente.
Durante el huracán Bob en 1991, el solárium de la casa sirvió como refugio para Princess y Baby, los dos camellos bactrianos de Duke. Los camellos eran regalos del multimillonario comerciante de armas y empresario saudí Adnan Khashoggi. Los camellos veraneaban en Newport cuando Duke estaba en residencia. A menudo les compraba galletas de mantequilla de maní en grandes cantidades como golosinas. Muchos visitantes en el paseo del acantilado se sorprendieron mucho al ver a  Princess y Baby Deambulando por los terrenos.
Rough Point se ha mantenido como la dejó Doris Duke desde su muerte en 1993. La importancia arquitectónica de Rough Point se puede atribuir a la capacidad de Trumbauer para renovar y ampliar la estructura original sin problemas. Doris era una de las varias herederas del grupo de millonarios que se enriqueció durante la Gilded Age. Mientras estaba bajo la propiedad de Doris Duke, la casa estaba llena de cientos de antigüedades invaluables, mientras que las cortinas de su cama se compraron en J. C. Penney. Las pinturas en el hogar incluyen Gainsborough, Van Dyck y Renoir.
Durante las estancias de la señorita Duke, el personal de Rough Point recogía verduras todos los días para cocinar. Cada primavera se enviaban verduras y flores desde los invernaderos de Duke Farms en Nueva Jersey para plantarlas. Una lista histórica de plantas de lo que había en Rough Point incluye alcachofa, calabaza, repollo, lechuga, cebollas, pimientos, espinacas, berenjenas, frijoles, quingombó y pepinos. La lista de hierbas también es larga, incluyendo albahaca, manzanilla, cebollino, eneldo, hinojo, mejorana, perejil, romero, salvia, tomillo, hierbabuena, estragón, borraja y apio.